# Pedersenia
Pedersenia is een geslacht uit de amarantenfamilie (Amaranthaceae). De soorten uit het geslacht komen voor in de tropische delen van Centraal-Amerika en Zuid-Amerika.

## Soorten
- Pedersenia argentata (Mart.) Holub
- Pedersenia cardenasii (Standl.) Holub
- Pedersenia completa (Uline & W.L.Bray) Borsch
- Pedersenia costaricensis (Standl.) Holub
- Pedersenia hassleriana (Chodat) Pedersen
- Pedersenia macrophylla (R.E.Fr.) Holub
- Pedersenia volubilis Borsch, T.Ortuño & M.Nee
- Pedersenia weberbaueri (Suess.) Holub

... · 
Achyranthes · 
Aerva ·
Alternanthera ·
Amaranthus (Amarant) · 
Atriplex (Melde) · 
Axyris · 
Bassia (Zoutkruid) · 
Beta (Biet) · 
Blitum (Spiesganzenvoet) · 
Celosia · 
Chenopodium (Ganzenvoet) · 
Corispermum (Vlieszaad) · 
Dysphania · 
Halimione (Zoutmelde) · 
Halocnemum · 
Halothamnus · 
Haloxylon · 
Kochia · 
Krascheninnikovia · 
Polycnemum (Knarkruid) · 
Patellifolia · 
Ptilotus · 
Pupalia ·
Salicornia (Zeekraal) · 
Salsola (Loogkruid) · 
Spinacia · 
Suaeda · 
Traganum · 
...